# Ostrowskoje (Kostroma)
Ostrowskoje (russisch Остро́вское) ist eine Siedlung (possjolok) in der Oblast Kostroma in Russland mit 5042 Einwohnern (Stand 14. Oktober 2010).

## Geographie
Der Ort liegt etwa 75 km Luftlinie östlich des Oblastverwaltungszentrums Kostroma am rechten Ufer des Flusses Mera, der knapp 40 km südlich von links in die dort zum Gorkier Stausee angestaute Wolga mündet.
Ostrowskoje ist Verwaltungszentrum des Rajons Ostrowski sowie Sitz zweier Landgemeinden:
- Ostrowskoje (zentralnoje) selskoje posselenije („Zentral-Landgemeinde Ostrowskoje“), zu der Ostrowskoje als einzige Ortschaft gehört
- Ostrowskoje selskoje posselenije („Landgemeinde Ostrowskoje“), zu der Ostrowskoje selbst nicht gehört, aber 45 umliegende Dörfer und Siedlungen; davon haben sieben mehr als 100 Einwohner: Chomutowo (8 km nördlich), Guljajewka (3 km nordwestlich), Jurjewo (11 km nordwestlich), Klimowo (18 km nördlich), Krasnaja Poljana (8 km nordwestlich), Loginowo und Nowosjolki (etwa 2 und 3 km südwestlich); 15 weitere haben mehr als 10 Einwohner, 11 weniger als 10 sowie 12 keine ständigen Einwohner (Stand 2014)

## Geschichte
Das Dorf wurde erstmals im 13. oder 14. Jahrhundert als Semjonowskoje urkundlich erwähnt und ist möglicherweise nach dem Moskauer Großfürsten Simeon Iwanowitsch (auch Semjon) benannt. Zwischenzeitlich trug es auch den Namen Semjonowsko-Lapotnoje; der Namenszusatz nach dem russischen lapot (Plural lapti) für insbesondere unter Bauern bis ins 20. Jahrhundert übliche Bastschuhe, die dort offensichtlich gefertigt wurden. Das bedeutende Dorf wurde Sitz einer Wolost, die ab 1778 zum Ujesd Kineschma der Statthalterschaft, ab 1796 des Gouvernements Kostroma gehörte.
1929 wurde Semjonowskoje Verwaltungssitz des neu geschaffenen Semjonowski rajon. 1948 wurde der Rajon in Ostrowski rajon umbenannt, nach dem Dramatiker Alexander Ostrowski, der lange auf dem dort gelegenen Landsitz Schtschelykowo lebte und arbeitete und dort auch verstarb. 1956 erhielt nach ihm auch der Ort seinen heutigen Namen.
Ab 1965 war Ostrowskoje Siedlung städtischen Typs, verlor diesen Status aber 1992 wieder und ist seither ländliche Siedlung.

### Bevölkerungsentwicklung
| Jahr | Einwohner |
| ---- | --------- |
| 1897 | 622       |
| 1939 | 2228      |
| 1959 | 2552      |
| 1970 | 3901      |
| 1979 | 4923      |
| 1989 | 5388      |
| 2002 | 5273      |
| 2010 | 5042      |

Anmerkung: Volkszählungsdaten

## Verkehr
Am nördlichen Ortsrand von Ostrowskoje führt die Regionalstraße 34R-5 (ehemalige R98) vorbei, die von Kostroma über Sudislawl kommend weiter über Kady, Makarjew und Manturowo nach Werchnespasskoje nördlich von Scharja verläuft. Östlich des Ortes zweigt die 34N-6 zur Grenze der Oblast Iwanowo ab, von dort weiter nach Sawolschsk mit der Wolgabrücke nach Kineschma (ehemals R101).
Westlich von Ostrowskoje befindet sich ein Bahnhof an der nur dem Güterverkehr dienenden Bahnstrecke von Perwuschino nach Sawolschsk. Die nächstgelegene Station mit Personenverkehr ist etwa 35 km westlich Sudislawl an der Strecke Jaroslawl – Kostroma – Galitsch.

## Persönlichkeiten
Zwischen 1900 und 1916 lebte und arbeitete in Ostrowskoje zeitweise der Maler Boris Kustodijew (1878–1927), dem dort ein 1958 eröffnetes Museum gewidmet ist.